# Balduin V. (Flandern)

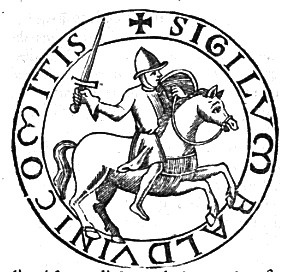
Siegel von Balduin V.

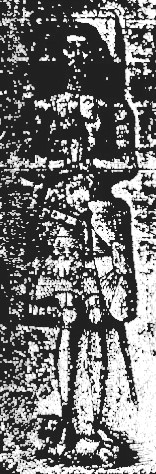
Epitaph von Balduin V. in der Stiftskirche Saint-Pierre

Balduin V. von Flandern, (der Fromme oder Balduin von Lille ; * um 1012 in Arras; † 1. September 1067 in Lille) aus dem Haus Flandern war Graf von Flandern von 1035 bis 1067. Als Ehemann von Adela von Frankreich (1009/1014–1079), der Tochter des Königs Robert II., war er der Onkel König Philipps I. von Frankreich. Seine Eltern waren Balduin IV. und Otgiva von Luxemburg. Wilhelm der Eroberer war sein Schwiegersohn.

## Wissenswertes
Im 11. Jahrhundert hielten die Grafen von Flandern den größten Teil ihres Territoriums als Vasallen der französischen Könige, einen kleineren Teil als Vasall des deutschen Königs und römischen Kaisers. Während der Herrschaft des Grafen Balduin V. wurden die Gebiete zwischen den Flüssen Schelde und Dendre und der Markgrafschaft Antwerpen mit Flandern vereinigt. In der Mitte des 11. Jahrhunderts entsprach die Macht des Grafen von Flandern der eines Königs, was ihnen in der Politik Westeuropas einen erheblichen Einfluss sicherte.
Balduin war von 1060 bis 1067 Regent von Frankreich für seinen minderjährigen Neffen Philipp I. von Frankreich.
Balduin und Adela hatten vier Kinder:
- Balduin VI. (1030–1070)
- Mathilde (* um 1032; † 2. November 1083 in Caen) ⚭ Wilhelm dem Eroberer
- Robert I. (* um 1033–1093)
- Heinrich von Flandern

## Biographie
Balduin war ein aufsässiger Sohn, der gegen seinen Vater rebellierte. Nach seiner prestigeträchtigen Heirat mit Adele von Frankreich zögerte er nicht, sich an die Spitze der aufständischen flämischen Barone zu stellen und seinen Vater zu verjagen, wurde dann aber durch das Eingreifen des Herzogs Robert I. der Normandie zur Unterwerfung gezwungen. Nach dem Tod seines Vaters wurde er einer der mächtigsten Vasallen Frankreichs.
Er begann einen Krieg gegen Graf Dietrich IV. von Holland, der ihm den Besitz Zeelands bestritt, das dessen Vater von Kaiser Heinrich II. anvertraut worden sein sollte. Balduin bezwang die Friesen und ging aus dem Konflikt um Seeland siegreich hervor. Seeland blieb Lehen Flanderns.
1045 stellte sich Balduin auf die Seite Gottfrieds des Bärtigen bei dessen Kampf gegen Kaiser Heinrich III., der Oberlothringen Gerhard von Elsass und seinem Bruder Adalbert gegeben hatte. Wegen seiner Rebellion verlor Balduin gleich die Mark Valenciennes. Im Bündnis mit Graf Dietrich IV. von Holland griff er die Mark Ename an und eroberte auch Antwerpen. Gemeinsam mit Gottfried nahm er sogar die Pfalz zu Nimwegen, wo Albrecht von Elsass bei einem Scharmützel den Tod fand. Der Graf von Flandern unterwarf sich 1056 und nach den Friedensbesprechungen von Andernach (1056 und 1059) bekam er die Mark Ename als Reichslehen (Reichsflandern).
1051 wurde Richilde von Hennegau Witwe. Von der Aussicht angelockt, den Hennegau dem Besitz seiner Familie hinzuzufügen, entführte Balduin die Witwe, um sie und die Grafschaft seinem ältesten Sohn Balduin zu geben. Lietbert, der Bischof von Cambrai, drohte mit Exkommunikation wegen zu enger Blutsverwandtschaft, doch Papst Leo IX. sprach eine Dispens aus und hob einige Jahre später die Sanktion auf. Der älteste Sohn des Grafen von Flandern wurde nun als Balduin I. Graf von Hennegau, wodurch die Vereinigung der beiden Grafschaften in Aussicht stand.
Der Krieg gegen den Kaiser lebte nun wieder auf. Gottfried III., der seinen Sohn Gottfried IV. mit der reichen Erbin der Toskana, Mathilde von Tuszien, verheiratet hatte, rief seinen treuen Verbündeten um Hilfe. Sie eroberten Lüttich, zerstörten Thuin und stießen bis Huy vor. Heinrich III. erwiderte die Angriffe, indem er in Flandern einfiel. Balduin trieb den Widerstand in Arques an, wo er – der Überlieferung nach in drei Nächten – einen Graben ausheben ließ, der bis nach La Bassée reichte. Dieser Graben blieb jedoch nutzlos, da Heinrich III. ihn mit Hilfe des früheren Kastellans von Cambrai, Jean de Béthune, überquerte, das Land dahinter plünderte und Tournai eroberte, während Gottfried und Balduin einen Entlastungsangriff gegen Antwerpen versuchten, das von Friedrich von Luxemburg verteidigt wurde (1055).
Der Tod Heinrichs III. im folgenden Jahr beendete die Auseinandersetzung. Während des Treffens in Köln (1057) zwischen der verwitweten Kaiserin Agnes, Papst Viktor II. und dem französischen König Heinrich I., wurde die Abtretung von Eenam (mit Aalst), der Burg von Gent, des Landes von Waes und der Quatre-Métiers ebenso wie die der fünf seeländischen Inseln an Balduin V. beschlossen. Darüber hinaus wurde die Heirat zwischen Richilde von Hennegau und Balduins ältestem Sohn abgesegnet und die Stadt Tournai seiner Herrschaft unterstellt.
Im Jahr 1060 – nach dem Tod seines Schwagers Heinrich I. – wurde Balduin der Vormund des neuen Königs Philipp I. und regierte nach der Wiederverheiratung der Königinmutter Anna von Kiew Frankreich dann allein. Als Regent untersagte er Frankreich, Wilhelm den Eroberer – den Herzog der Normandie – bei dessen Plänen, England zu besetzen, zu unterstützen – er sagte aber die Hilfe Flanderns zu, zumal der zukünftige englische König seine Tochter Mathilde von Flandern geheiratet hatte.
1063 hatte er ein weiteres seiner fünf Kinder, Robert, mit Gertrud von Holland verheiratet, wobei er ihm den deutschen Teil Flanderns überließ.
Der mächtigste Graf Flanderns wurde im Zentrum des Chors der Kirche Saint-Pierre in Lille begraben – der Stadt, die er zu seiner Hauptstadt gemacht hatte und deren ältestes schriftliches Dokument eine Schenkungsurkunde der Grafen zugunsten jener Kirche ist, durch die er einen Bauernhof bei Flers und zwei Drittel der Einkünfte der Kirche in Annappes (beides heute Ortsteile von Villeneuve-d’Ascq) übereignet (1066).